# Deutsche Messe (Gottesdienst)

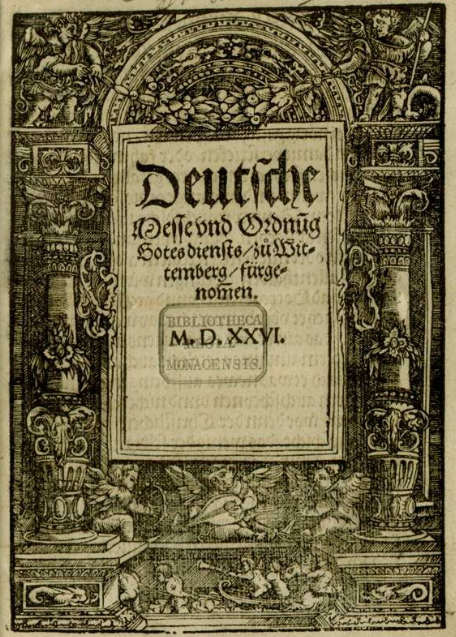
Martin Luther: Deutsche Messe und Ordnung Gotesdiensts, Wittenberg 1526, Titelseite

Deutsche Messe nennt man die Gottesdienstordnungen der Reformationszeit, die den abendländischen Abendmahlsgottesdienst in der aus dem Mittelalter überlieferten Form der (römisch-katholischen) Messe in deutscher Sprache und nach den neuen Erkenntnissen der Reformatoren gestalten.

## Frühe Deutsche Messen
Schon sehr bald nach dem ersten Auftreten Martin Luthers suchten Geistliche, die der Reformation nahestanden, nach neuen Gottesdienstformen. Man wollte diese entweder nach strikt biblischen Grundlagen neu entwerfen oder zumindest die überlieferten liturgischen Traditionen von Elementen „reinigen“, die man als Fehlentwicklungen ansah. Vor allem die mittelalterliche Opfer-Theologie der römischen Messe war den Reformatoren anstößig (vgl. Luthers Kritik am Messopfer). So ist z. B. überliefert, dass schon 1522/23 an vielen Orten erste Versuche mit deutschen Abendmahlsgottesdiensten unternommen wurden, etwa von Karlstadt in Wittenberg oder von Martin Bucer, Kaspar Hedio, Johann Schwebel und Johannes Oekolampad auf Franz von Sickingens Ebernburg. Oft wurden dabei nur einzelne Teile des Gottesdienstes ins Deutsche übertragen (z. B. die biblischen Lesungen) oder einfach nur die Kanon-Gebete (Canon Missae) ausgelassen.
Einige dieser frühen evangelischen Gottesdienstordnungen wurden gedruckt und fanden so, wie anderes reformatorisches Gedankengut, rasch Verbreitung und Nachahmung, z. B.
- 1522 Die Evangelische Messe von Kaspar Kantz in Nördlingen
- 1523 Das Testament Jesu Christi von Johannes Oekolampad in Basel
- 1524 Die Evangelische Deutsche Messe (Verfasser unbekannt) in Worms
- 1524 Die Deutsche Messe von Martin Bucer u. a. in Straßburg
- 1524 Die Deutsche Evangelische Messe von Thomas Müntzer in Allstedt
- 1525 Die Evangelische Messe von Andreas Döber und Andreas Osiander in Nürnberg

Aus anderen Orten und von anderen Reformatoren ist bekannt, dass sie zumindest Teile der Messe in Deutsch hielten oder auch das Abendmahl „unter beiderlei Gestalt“ (also mit Brot und Wein) austeilten.
Die hier genannten Gottesdienstordnungen sind untereinander zum Teil sehr unterschiedlich in ihrem Ablauf und ihren Veränderungen gegenüber der mittelalterlichen Messe. Ihnen allen gemeinsam sind aber folgende Punkte:
- Sie folgen dem Ablauf der mittelalterlichen (römisch-katholischen) Messe relativ genau.
- Sie gebrauchen konsequent die deutsche Sprache.
- Sie schließen eine Feier des Abendmahls mit Brot und Wein ein.
- Sie lehnen den früher vom Priester still zu sprechenden Canon Missae ab, der in besonderer Weise Ausdruck der römisch-katholischen Opfer-Theologie ist.

## Martin Luthers Deutsche Messe 1526
Martin Luther selbst gab den Reformwünschen zunächst nur sehr zögerlich nach, indem er 1523 die beiden Schriften Von ordenung gottes diensts ynn der gemeine (deutsch) und formula missae et communionis (lat.) veröffentlichte, die im Gegensatz zu den oben erwähnten Schriften aber beide keine ausgeführte Gottesdienstordnung enthalten, sondern in denen er lediglich erläutert, wie er sich einen neuen, reformatorischen Gottesdienst in Zukunft vorstellt.
Die Deutsche Messe und Ordnung des Gottesdiensts wurde von Luther 1526 herausgegeben. Sie unterscheidet sich von seinen eigenen Schriften aus dem Jahr 1523 und von den oben genannten früheren Versuchen vor allem durch folgende Dinge:
- Luther schafft in Zusammenarbeit mit Johann Walter für den gottesdienstlichen (liturgischen) Gesang neue Melodien.
- Luther weicht von der überlieferten Ordnung der gottesdienstlichen Stücke der Messe an einigen Stellen deutlich stärker ab.
- Manche Stücke fehlen bei Luther (z. B. das Gloria in excelsis und das Halleluja). Ob er diese Stücke implizit mitgemeint hat oder tatsächlich ausgelassen haben wollte, ist unklar.

Dass in Luthers Gottesdienstordnung keine Lieder erwähnt werden, muss nicht bedeuten, dass keine Lieder gesungen werden sollten. Im Gegenteil, der Liedgesang der Gemeinde z. B. vor und nach der Predigt, während und nach der Austeilung des Abendmahls ist aus anderen Schriften Luthers und seiner Zeitgenossen belegt.

### Ablauf der Deutschen Messe

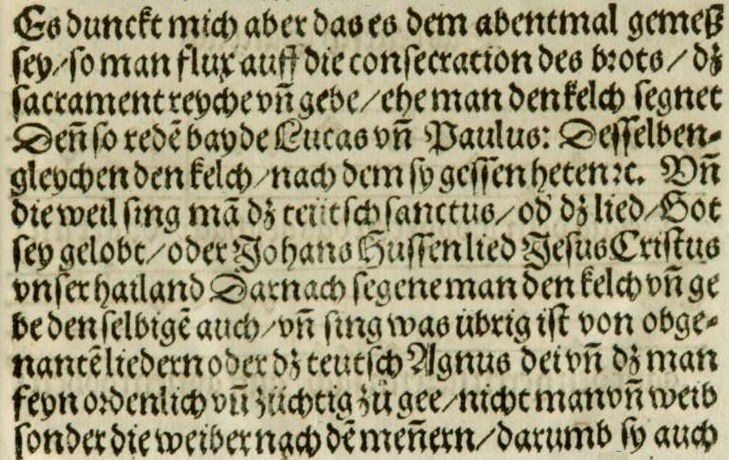
Empfehlung Luthers für Konsekration und Austeilung des Abendmahls (Deutsche Messe 1526)

Eingangslied oder Introitus (Eingangspsalm)
Kyrie eleison
Kollektengebet
Epistel
Graduallied
Evangelium
Glaubensbekenntnis als Lied
Predigt
Vaterunser-Paraphrase (Umschreibung) und Vorbereitung zum Abendmahl
Konsekration des Brotes (durch die Einsetzungsworte)
Elevation
Austeilung des Brotes, dazu das deutsche Sanctus und/oder andere Lieder
Konsekration des Kelches
Elevation
Austeilung des Kelches, dazu das deutsche Agnus Dei und/oder andere Lieder
Dankgebet
Segen

### Wirkung von Luthers Deutscher Messe
Die Ordnung, wie sie Luther in der Deutschen Messe vorschlägt, hat sich in den evangelischen Kirchen nicht durchgesetzt. Vor allem die Aufteilung der Austeilung (erst wird das Brot-Wort gesprochen, dann erhalten alle das Brot; dann erst wird das Kelch-Wort gesprochen und alle kommunizieren ein zweites Mal) ist im sonntäglichen Normalgottesdienst schon aus Gründen der Praktikabilität nicht durchführbar. Seine radikale Kürzung und Neuformulierung der Vorbereitung des Abendmahls (u. a. Auslassung der Präfation, der Anamnese und der Epiklese) ging den meisten Theologen und Kirchenleitungen zu weit. Als Normalform des lutherischen und überhaupt des evangelischen Abendmahlsgottesdienstes hat sich deshalb eine Form durchgesetzt, die wesentlich näher am Ablauf der originalen Form der Messe bleibt, wie sie etwa die Brandenburgisch-Nürnbergische Kirchenordnung von 1533 (von Andreas Osiander) oder die norddeutschen Kirchenordnungen von Johannes Bugenhagen bieten. Eine Ausnahme bilden lediglich die südwestdeutschen lutherischen Gebiete (Württemberg, Baden, Pfalz), die auch bei der Feier des Abendmahls der wesentlich schlichteren Fassung des oberdeutschen Predigtgottesdienstes folgen, wie sie etwa die württembergische Kirchenordnung von 1553 enthält.
Weit verbreitet haben sich dagegen die von Luther geschaffenen Melodien, vor allem sein Kyrie eleison, sein deutsches Sanctus Jesaja, dem Propheten und sein Credo-Lied Wir glauben all an einen Gott.
Seit der Zeit der sog. „Liturgischen Bewegung“ in den 1920er Jahren hat es wieder Versuche gegeben, Luthers Deutsche Messe auch in der Gegenwart als regelgerechte Gottesdienstform gelten zu lassen, hier wäre besonders die Hochkirchliche Bewegung zu nennen. Die nach dem Zweiten Weltkrieg von Christhard Mahrenholz erarbeitete Lutherische Agende I lehnt sich in ihrer Form A maßgeblich an Luthers Deutsche Messe an, während sie in der Form B stärker der formula missae et communionis (allerdings in deutscher Sprache) folgt. Auch das Evangelische Gottesdienstbuch der EKD-Mitgliedskirchen von 1999 lässt Adaptionen der Deutschen Messe als eine von mehreren möglichen Varianten zu.
Die Luthermesse zu Mariä Lichtmess im Jahr 1546 hat der Freiburger Musikwissenschaftler Konrad Küster rekonstruiert. Kennzeichnend ist, dass die komplette Messe mit Ausnahme der Predigt vom Pfarrer oder Kantor gesungen wird. Gemeindeliedern kommt nur eine geringe Bedeutung zu. Quellen der Rekonstruktion sind Musikdrucke des Thomaskantors Georg Rhau und Ablaufnotizen des Bischofs von Ribe (Dänemark) Peder Jensen Hegelund.